# Aneomochtherus perplexus
Aneomochtherus perplexus là một loài ruồi trong họ Asilidae. Aneomochtherus perplexus được Becker miêu tả năm 1923.